# Corvio

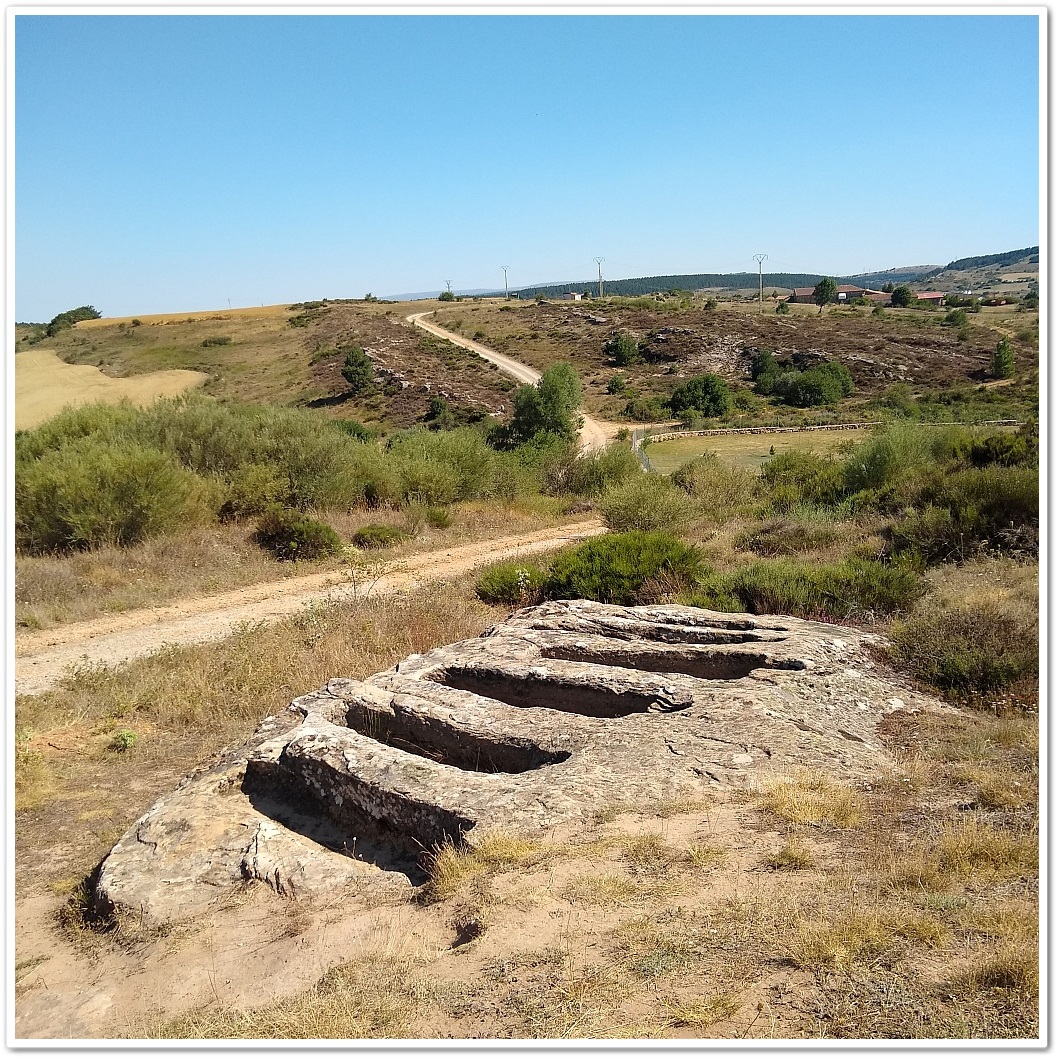
Necrópolis

Corvio es una localidad de la provincia de Palencia (Castilla y León, España) que pertenece al municipio de Aguilar de Campoo.
Es una de las localidades del Camino de Santiago del Norte: Ruta del Besaya.

## Geografía
Está a una distancia de 3 km de Aguilar de Campoo, la capital municipal, en la comarca de Campoo.

## Historia
Hasta mediados del siglo XIX era un municipio independiente. En esa época fue anexionado al municipio de Matamorisca junto con los de Cenera de Zalima, Matalbaniega, Quintanilla de Corvio y Villanueva del Río Pisuerga. Esta agrupación de municipios cambió posteriormente su nombre por el de Cenera y ya en los años 1970 por el de Corvio. Poco después todos ellos son incorporados al municipio de Aguilar de Campoo. En la actualidad Cenera y Villanueva se encuentran sumergidos bajo el Pantano de Aguilar.

## Geografía humana

### Demografía
| Gráfica de evolución demográfica de Corvio entre 1842 y 1970 |
| |
| Población de derecho según los censos de población del INE Población de hecho según los censos de población del INEEn este censo se denominaba Corbio: 1842 Entre el censo de 1970 y el anterior, aparece este municipio porque cambia de nombre y desaparece el municipio 34500 (Cenera de Zalima) Entre el censo de 1857 y el anterior, este municipio desaparece porque se integra en el municipio 34504 (Matamorisca) Entre el censo de 1981 y el anterior, este municipio desaparece porque se integra en el municipio 34004 (Aguilar de Campoo) |

Evolución de la población en el siglo XXI
| Gráfica de evolución demográfica de Corvio entre 2000 y 2020       |
|                                                                    |
| Población de derecho (2000-2020) según el padrón municipal del INE |

## Monumentos
- Iglesia de Santa Juliana: Templo románico de transición del siglo XIII. En las cercanías se encuentra una necrópolis medieval con figuras antropomorfas esculpidas en las roca.
- Iglesia de San Juan Bautista: Situada en el pueblo sumergido de Villanueva de Pisuerga. Tras la creación del Pantano de Aguilar fue trasladada piedra a piedra a la capital palentina.

## Referencias

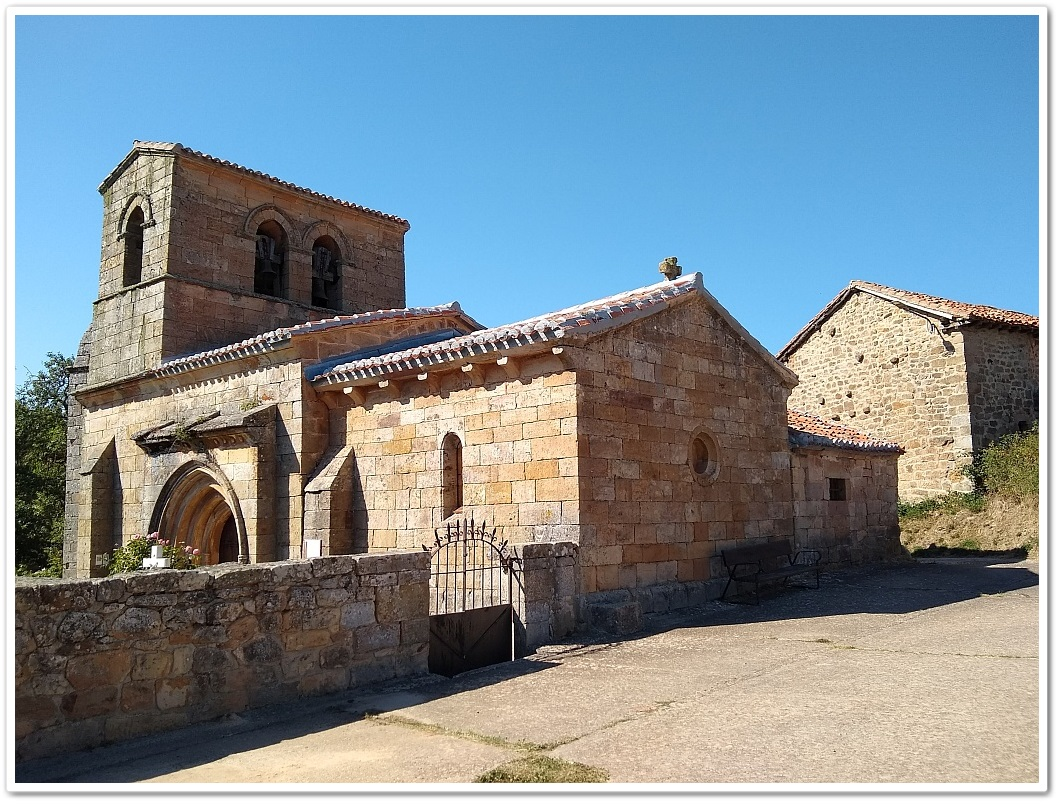
Iglesia de Santa Juliana